# والاس لانگهام
والاس لانگهام (انگلیسی: Wallace Langham؛ زادهٔ ۱۱ مارس ۱۹۶۵) یک هنرپیشه اهل ایالات متحده آمریکا است. وی از سال ۱۹۸۵ میلادی تاکنون مشغول فعالیت بوده‌است.

## گزیده فیلمشناسی
از فیلم‌ها یا برنامه‌های تلویزیونی که وی در آن نقش داشته‌است می‌توان به آثار زیر اشاره کرد.
- علائم حیاتی (۱۹۹۰)
- مایکل (فیلم ۱۹۹۶) (۱۹۹۶)
- مهدکودک بابا (۲۰۰۳)
- سی‌اس‌آی (۲۰۰۳–۲۰۱۵)
- زیاد ذوق‌زده نشو (۲۰۰۵)
- میس سان‌شاین کوچولو (۲۰۰۶)
- باک هوارد بزرگ (۲۰۰۸)
- مانک (۲۰۰۹)
- شبکه اجتماعی (فیلم) (۲۰۱۰)
- هیچکاک (فیلم) (۲۰۱۳)
- روز عضوگیری (فیلم ۲۰۱۴) (۲۰۱۴)
- برتری (فیلم ۲۰۱۴) (۲۰۱۴)
- ربوده‌شده ۳ (۲۰۱۴)
- کسل (مجموعه تلویزیونی) (۲۰۱۵)
- ملکه‌های جیغ (مجموعه تلویزیونی ۲۰۱۵) (۲۰۱۵)
- آی‌زامبی (مجموعه تلویزیونی) (۲۰۱۶)
- ذهن‌های مجرم (۲۰۱۷)
- تاریک‌ترین ذهن‌ها (۲۰۱۸)
- اسلحه مرگبار (مجموعه تلویزیونی) (۲۰۱۸)